# Архангельская Мельница
Архангельская Мельница — деревня в Великоустюгском районе Вологодской области.
Входит в состав Усть-Алексеевского сельского поселения, с точки зрения административно-территориального деления — в Усть-Алексеевский сельсовет.
Расстояние по автодороге до районного центра Великого Устюга — 54 км, до центра муниципального образования Усть-Алексеево — 2 км. Ближайшие населённые пункты — Телячье, Ольховка, Усть-Алексеево, Исток.
По переписи 2002 года население — 29 человек (14 мужчин, 15 женщин). Преобладающая национальность — русские (86 %).